# عزالدين موسك
هو الأمير عز الدين موسك ابن خال السلطان صلاح الدين الأيوبى.

## سيرته
عاش في القرن الثاني عشر للميلاد وهو الذي أنشأ القنطرة المعروفة بقنطرة الموسكى ويوجد شارع باسم الأمير موسك متفرع من شارع عبد العزيز تخليدا لمؤسس هذا الحي العريق وقد أطلق اسم الموسكى على حي عريق من أحياء القاهرة تخليدا لمؤسس الحي الأمير عز الدين موسك. وكان جمال الدين أبو عمرو عثمان بن عمر الكردي الدويني المعروف بابن الحاجب صاحب الكافية (570-646هـ، 1174-1248م) يعمل حاجبا (مدير أعمال بالمصطلح المعاصر) لدى الأمير عزالدين في مصر.

## قنطرة الموسكي
تلى هذه القنطرة قنطرة الأمير حسين وكانت تقع عند نقطة التقاء شارع الخليج بشارع الموسكي، وقد أنشأها الأمير عز الدين موسك قريب السلطان صلاح الدين الأيوبي، وكان من أهل العلم والخير. وقد وقعت هذه القنطرة بخريطة نيبور ورمز لها بحرف 1 كما وقعت كذلك في خريطة الحملة الفرنسية برقم 235 في المربع I - 9 1.

## وفاته
وقد توفى هذا الأمير بدمشق يوم الأربعاء 18 شعبان سنة 584هـ. الموافق ل18 أكتوبر / تشرين الأول 1188 